# پرنده‌بال
پرنده‌بال‌ها (به انگلیسی: Birdwing) پروانه‌هایی از خانواده دم‌چلچله‌ای هستند که از سردهٔ Trogonoptera , Troides و Ornithoptera هستند. اکثر مقامات اخیر ۳۶ گونه را به رسمیت می‌شناسند، با این حال، این مورد بحث‌برانگیز است و برخی از مقامات شامل سرده‌ای بیشتر می‌دانند. پرنده‌بال‌ها به دلیل اندازه استثنایی، بال‌های زاویه‌دار و پرواز پرنده‌مانند با این نام نام‌گذاری شده‌اند. آنها در سراسر آسیای گرمسیری، سرزمین اصلی هندوچین و مجمع الجزایر جنوب شرق آسیا و استرالیا یافت می‌شوند.
در میان پرنده‌بال‌ها برخی از بزرگ‌ترین پروانه‌های جهان وجود دارند: بزرگ‌ترین آنها، پرنده‌بال شهبانو الکساندرا. دومین پرنده‌بال پرنده جالوت. بزرگ‌ترین پروانه بومی استرالیا، Cairns birdwing ; و بزرگ‌ترین پروانه در هند، پرنده‌بال جنوبی هستند. یکی دیگر از گونه‌های شناخته‌شده پرنده‌بال راجا بروک است، گونه‌ای بسیار جذاب که به افتخار سر جیمز بروک، نخستین راجه سفیدپوست ساراواک در سدهٔ ۱۹، نام‌گذاری شده است.
به دلیل جثه و نرهای رنگارنگشان، آنها در میان کلکسیونرهای پروانه‌ها محبوب هستند، اما همه بال‌های پرنده اکنون توسط CITES فهرست شده‌اند، در نتیجه تجارت بین‌المللی را محدود می‌کند (و در مورد O. alexandrae کاملاً ممنوع می‌کند).

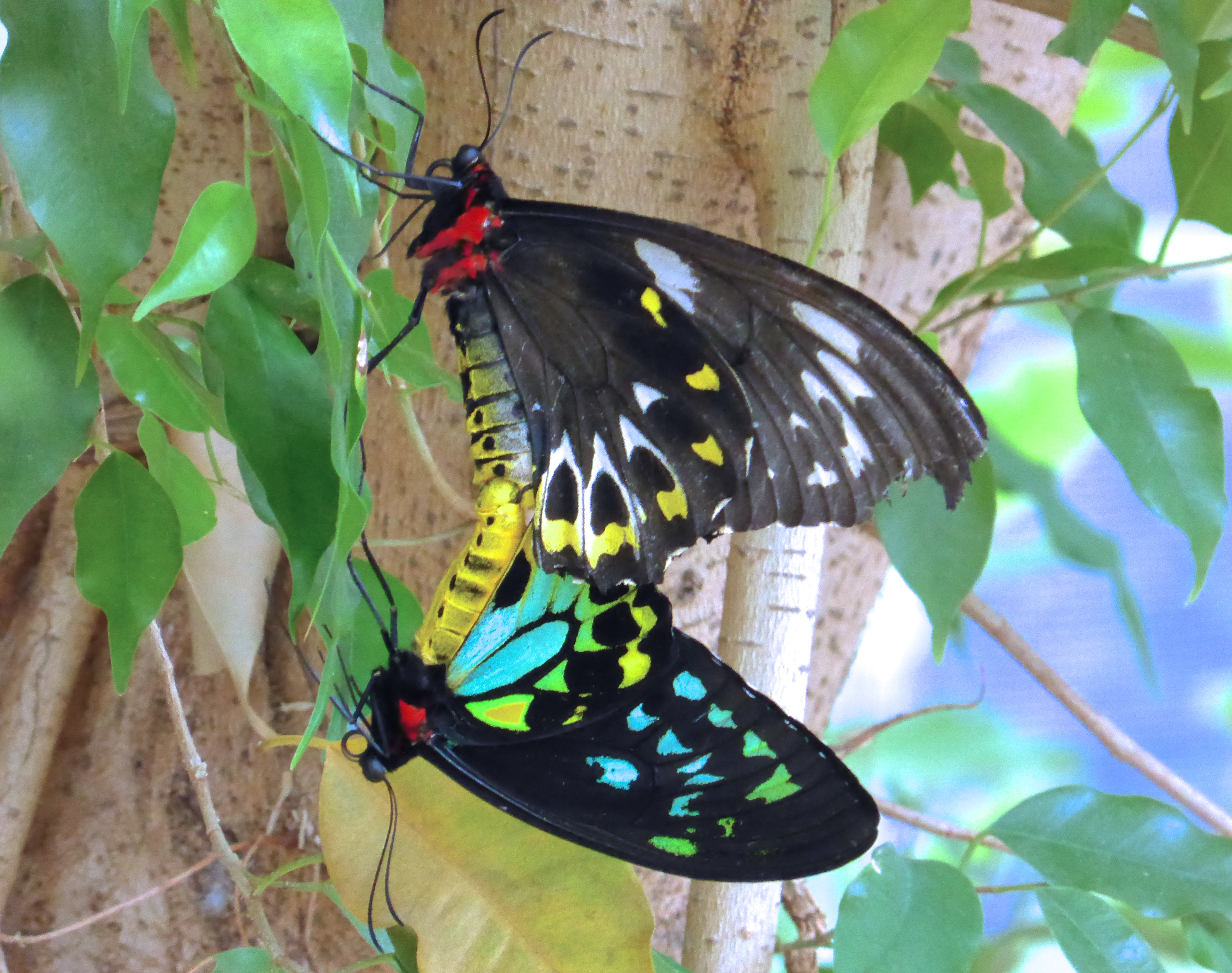
جفت‌گیری Ornithoptera euphorion (ماده بالا، نر در پایین). جنس‌ها از نظر ظاهری کاملاً متفاوت هستند که نمونه‌ای از گونه‌های سرده Ornithoptera است.

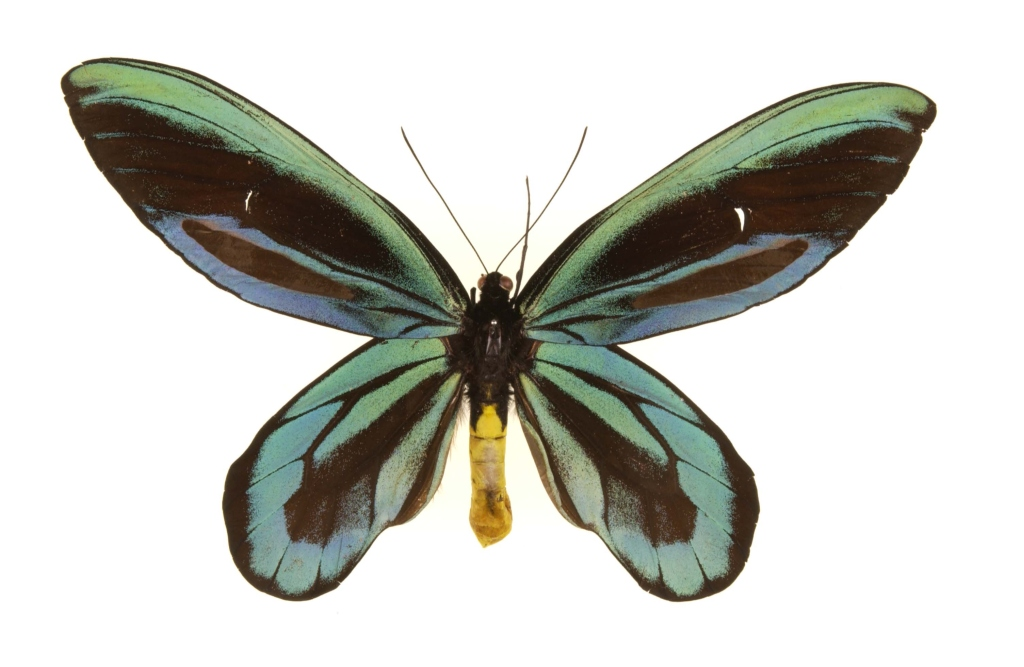
O. alexandrae پراکندگی بسیار کمی دارد و تنها پرنده‌بال در پیوست I از CITES است.